# Mesotes rutilus
Mesotes rutilus — вид змій родини полозових (Colubridae). Ендемік Бразилії.

## Поширення і екологія
Mesotes rutilus мешкають в бразильських штатах Мату-Гросу-ду-Сул, Мінас-Жерайс, Сан-Паулу і Гояс. Вони живуть в саванах серрадо, на берегах річок і струмків. Ведуть нічний, напівводний спосіб життя. Живляться рибою та амфібіями. Живородні.